# Жан де Три (граф Даммартена)
Жан I де Три (фр. Jean I de Trie; ок. 1245 — 11 июля 1302, в битве при Куртре) — граф Даммартена с 1274 года, средневековый поэт. Сын Матье де Даммартена (ум. 1272) и его жены Марсилии де Монморанси (ум. 1264 или позже).

## Биография
Родился ок. 1245 года.
Впервые с графским титулом упоминается, начиная с 1274 года. Поэтому возможно, что он наследовал не отцу, а не известному по имени старшему брату.
Погиб в битве при Куртре 11 июля 1302 года.

## Семья
Первая жена — Эрменгарда (ум. 1264 не позднее августа), происхождение которой не выяснено.
Вторая жена — Иоланда де Дрё (1243 — не позднее 1313), дама де Сент-Обен и де Дён, вдова Амори II, сеньора де Краон, дочь Жана I, графа Дрё и Брены.
Дети:
- Рено II (ум. 1316), граф Даммартена.
- Жан де Три (ум. 1327), сеньор де Муши.
- Матильда (ум. после 1319), муж (1297) — Анри де Вержи (ум. 1335), сеньор де Фуван.

## Творчество
Жану де Три приписывается авторство трёх стихотворений:
- Bonne dame me prie de chanter (возможно, автор — Тибо Наваррский или Гас Брюле)
- Li lons consirs
- La grans volentés.